# AS Lössi
Die AS Lössi ist ein Fußballverein aus Nouméa, der Hauptstadt Neukaledoniens. Seine Heimspiele trägt der Club im Stade Numa-Daly aus, welches mit 16.000 Plätzen eines der größten Fußballstadien Neukaledoniens ist.

## Erfolge
- Coupe de Nouvelle-Calédonie: 2

2007, 2012